# Sext Peduceu (pretor)
Sext Peduceu (en llatí Sextus Peducaeus) va ser un magistrat romà.
Va ser pretor probablement l'any 77 aC i propretor a Sicília el 76 aC i 75 aC. L'any 75 aC Ciceró va servir a les seves ordres com a qüestor. El seu govern va ser molt apreciat pels provincials. Ciceró en els seus discursos contra Verres (In Verrem) diu que Peduceu era Vir optimus et innocentissimus. Durant la seva administració va fer un cens de l'illa, cosa a la que Ciceró s'hi refereix constantment.
En el judici de Verres, que va seguir a Peduceu com a propretor de l'illa, va ser rebutjat com a jutge per Ciceró, que tot i considerar-lo un gran governador i tractar-lo amb gran respecte, pensava que tenia una proximitat excessiva d'amistat amb Verres. Ciceró en els seus discursos, el va posar com a contraposició a Verres.